# Route départementale 30 (Ardennes)
Pour les articles homonymes, voir Route départementale 30.
La route départementale 30, abrégée en D30, est une route départementale des Ardennes qui relie Nizy-le-Comte à Létanne, en passant par Rethel, Amagne, Le Chesne et Beaumont-en-Argonne.
Son point de départ est situé dans la commune de Nizy-le-Comte du département voisin de l'Aisne, dans lequel elle parcourt 300 mètres pour s'embrancher à la D966. Elle se termine dans la commune de Létanne, à la frontière avec le département de la Meuse, après avoir traversé le département d'ouest en est. Dans la Meuse, la D30 se poursuit sous le même numéro en direction de Stenay.

## Tracé
- frontière avec le département de l'Aisne
- Saint-Quentin-le-Petit
- Banogne-Recouvrance
- Recouvrance, commune de Banogne-Recouvrance
- Condé-lès-Herpy, interruption de la D30, tronc commun avec la D926
- Château-Porcien, tronc commun avec la D26
- reprise de la D30 à Taizy
- Taizy
- Nanteuil-sur-Aisne
- Acy-Romance, interruption de la D30, tronc commun avec les D18 et D8051
- Sault-lès-Rethel
- Rethel, reprise de la D30
- Resson, commune de Rethel
- Doux
- Coucy
- Amagne
- Sausseuil, commune d'Alland'Huy-et-Sausseuil
- Écordal
- Tourteron
- Lametz
- Le Chesne, commune de Bairon et ses environs, interruption de la D30, tronc commun avec les D991 et D977
- reprise de la D30 à Tannay-le-Mont-Dieu
- Les Grandes-Armoises
- Stonne
- interruption de la D30 à Yoncq, tronc commun avec la D4
- Beaumont-en-Argonne,  reprise de la D30
- frontière avec le département de la Meuse